# Золтан Фридмански
Золтан Фридмански (мађ. Friedmanszky Zoltán; Ормошпуста, 22. октобар 1934 — Мађарска, 31. март 2022), био је мађарски фудбалер и репрезентативац који је играо на позицији нападача. Био је члан репрезентације Мађарске на Светском првенству у фудбалу 1958. године. Међутим, никада није играо за А репрезентацију, већ је имао 4 наступа за Мађарску Б репрезентацију и постигао је 1. гол. Играо је за Ференцварош.

## Каријера
Фудбал је почео да игра у свом родном месту. Био је ученик гимназије физичког васпитања у Естергому, а затим у Кишкунфелеђхази. У Кишкунфелеђхази је такође добио позицију у друголигашком (НБ II) тиму. Године 1957. стекао је диплому наставника физичког васпитања на Високој школи за физичко васпитање. Потом га је преузео Ференцварош. Тиму се придружио током турнеје по Аустралији.
Са Ференцварошем је био двоструки шампион Мађарске, једнократни победник Купа Мађарске. Члан победничког тима ВВК 1965. године. У највишој лиги играо је само у Фрадију, на укупно 157 мечева (91 лигашка, 61 интернационална, 5 домаћих утакмица) и постигао 76 голова (36 лигашких, 40 осталих). У својој првој сезони НБ I 1957/58, изједначио се са најбољим стрелцем лиге са 16 голова.
Играчка каријера окончана је као млад, са 30 година, због здравствених проблема.

## Репрезентација
Био је члан репрезентације Мађарске на Светском првенству 1958. године одржаном у Шведској, али није играо због повреде. Између 1957. и 1959. четири пута је био члан Б репрезентације и постигао је један гол.

## Тренер
Тренерску каријеру започео је у Ференцварошу 1965. године. Прво је радио за резервни тим, затим за омладински тим. Између 1971. и 1975. био је тренер репрезентације Матанзаса на Куби. Од 1977. вратио се у Мађарску где је као тренер провео једну годину у Солноку, затим две сезоне као главни тренер у Ференцварошу. Управља тимом на укупно 133 утакмице. Као тренер Ференцвароша има једно друго и једно шесто место.
Између 1957. и 1965. године био је наставник физичког васпитања и тренер у Будаершу и био је специјалистички инспектор Будимског округа. Од 1965. године био је кадар за средњу фудбалску тренерску обуку на Високој школи за физичко васпитање, а између 1975. и 1977. године био је државни менаџер.

## Достугнућа
- Мађарска лига
  - 3.: 1940/41.
  - најбољи стрелац: 1941/42. (35. голова)
- шампион(1962/63, 1964)
- MNK победник (1958.)
- најбољи стрелац првенства: 1957/58, (16. голова).
- победник Купа сајамских градова: (1964/65), 3/4 (1962/63).